# Щербатих Станіслав Іванович
Станісла́в Іва́нович Щерба́тих (24 лютого 1948, Алейськ, Алтайський край, Росія — 24 січня 2007, Київ, Україна) — український бард, відомий під сценічним псевдонімом Тризубий Стас.

## Біографічні дані
Народився у місті Алейськ (Алтайський край) у сім'ї етнічного росіянина та етнічної українки. Батько Станіслава загинув, коли йому було півтора року. Після смерті батька з матір'ю переїхали в Україну — до тітки, що переїхала у Станіслав за розподілом. Дядько Станіслава, тітчин чоловік, був вояком УПА, за що відбув 10 років ув'язнення у Воркуті.
Музичну освіту отримав приватно. Спочатку працював музикантом у ресторані. Після одруження разом з дружиною, з метою покращення матеріального становища, подались на Камчатку, де Стас працював художником, фотографом, директором Будинку культури.
Більшу частину життя прожив в Івано-Франківську. Завдяки цьому, дружині-українці та середовищу глибоко пройнявся українською національною ідеєю. У кінці 1980-х років Станіслав Щербатих створив в Івано-Франківську клуб авторської пісні, який тепер носить його ім'я.
Після перебудови торгував у Польщі на базарах. Гроші витрачав на записи в київській студії. 1997 року переїхав до Києва. Брав участь в акції «Україна без Кучми», їздив у передвиборні тури Віктора Ющенка. Мав медаль «Видатний учасник помаранчевої революції».
Останні роки життя Станіслав працював дизайнером в редакції журналу. У 2005 р. був членом журі Всеукраїнського фестивалю бардівської пісні «Срібні Струни» (неподалік м. Корсунь-Шевченківський Черкаської області).
Помер Станіслав Щербатих 24 січня 2007 року від третього інсульту у віці 58 років. Похований на кладовищі Дем'янів Лаз поблизу Івано-Франківська. На цвинтарі було освячено місце, на якому за кошти родини Станіслава Щербатих зведуть капличку[коли?].
Дружина — поетеса Марія Гук-Щербатих (1952—2017), син — Володимир (нар. 1978).

## Творча діяльність
Після повернення в Україну серйозно зайнявся роботою у документалістиці і мультиплікації. Найвідомішими є документальні фільми «Проводи на полонину» та «Людина і нафта», і мультики «Сонечко, бульдозер і я», «Армагедон», «Верблюди», «Пігмаліон». На міжнародному фестивалі «Кіномарина−75» мультфільм «Сашкова чайка» отримав бронзову нагороду. Загалом є автором 1300 коротких анімаційних фільмів.
Кіноклуб, яким наприкінці 80-х керував Станіслав Щербатих, був місцем зустрічей перших івано-франківських бардів. Приміщення кіноклубу, в якому діти у той час мали можливість вчитися власноруч робити мультфільми, містилось у підвальному приміщенні теперішнього[коли?] театру кіно «Люм'єр».
Стас працював з популярним тоді в Україні і у діаспорі Львівським естрадно-гумористичним театром-студією «Не журись!». З 1991 року у Стаса разом з ними починаються гастрольні тури.
«Тризубим» Стаса Щербатих назвали учасники групи «Гроно»: Ігор Шабловський кликнув його так на концерті у Самборі 1989 року. Журналістам своє сценічне псевдо Станіслав жартома пояснював тим, що має «три зуба: один — на комсомол, другий — на компартію, третій — на профспілку». Серед друзів був відомий як Щербик.
У 1996 році на 402 каналі почата передача «Галицька сміхота», яка проводилася в центрі Івано-Франківська. За словами журналіста Тараса Лялика, ідея виникла у Стаса, «він навіть написав сценарій цієї першої передачі. Була ідея проведення такого, як „Золотий гусак“ у Києві, у нас в Франківську».
Із середини 1990-х Станіслав жив у Києві. Важкі часи перебудови мали суттєвий вплив на творчість, і Тризубий Стас пише злободенний Гімн голодних студентів. Станіслав Щербатих став автором 300 гумористично-сатиричних пісень, жанр яких можна визначити як співані памфлети.
Порівнюваний з Віктором Морозовим, Василем Жданкіним, Андрієм Панчишиним, Тризубий Стас — один з найтитулованіших українських бардів. Він лауреат фестивалів авторської пісні «Оберіг» (Гран-прі), «Білі вітрила», дипломант першої «Червоної рути», гастролював в Аргентині і Бразилії. Виступити на фестивалі в Сопоті (він спеціально переклав свої пісні польською).
За словами дружини, найбільше на нього вплинули «Бітлз» і Висоцький.
За словами його друзів, Стас мав феноменальне відчуття часу. Як тільки певна політична чи життєва реалія породжувала свій анекдот, він одразу ж відгукувався на це піснею. Коли наші «кооператори» почали «човникувати» до Польщі — негайно з'явилася пісня про те, «Як ми їздили до Польщі». Потім, коли почалася «дачна епоха», Стас співав: «Люди сапають, сапають, сапають, сапають. А сльози капають, капають, капають, капають, капають. Зранку до ночі в землі. І піт не всиха на чолі. І — мозолі». Або його «Екскурсія по Києву»: «Добрий день, май нейм Іван. Це є централ наш майдан. Він є символ індепенденс, зіс із б'ютіфул фонтан».
|                      | Дехто говорить, що в його піснях забагато політики. Але він не належав до жодної політичної партії чи об’єднання! Я сам був свідком того, як Станіслав публічно відмовився від посвідчення члена Народного руху, куди його записали без його відома. |
| — Володимир Шинкарук | |

В організованому ним наприкінці 80-х клубі авторської пісні та поезії «Приспів» (скорочення від «Прикарпатські співці») брали участь практично усі відомі на той час барди — Зоя Слободян, Левко Бондар, Леся Федунків. Кілька років «Приспів» проіснував як громадське об'єднання, а оформлений юридично був у 1997-му. 09.02.1999. клуб авторської пісні та поезії було внесено до реєстру неприбуткових організацій. Остання реєстрація згідно чинного законодавства відбулась 12.07.2017 р. Незмінним президентом Прикарпатського клубу авторської пісні та поезії ім. Стаса Тризубого зараз залишається бард Петро Федорів (1999—2019). 4
Станіслав був автором і ведучим власного музичного хіт-параду на телебаченні під назвою «Бард-салон із Тризубим Стасом». На касетах і CD були видані 6 альбомів. Найвідомішою стала антологія в 4 томах під назвою «Я повертаюсь», видана вже наприкінці життя співака.
До творчого спадку Станіслава Щербатих належать також опера «Корова Середа», фантастично-кримінальний роман «Нічия земля» (дія твору відбувається між Франківщиною, Тернопільщиною та Хмельниччиною), п'єса для молоді «Швидкий 55-й», мюзикл «Коров'яча доля», вистава «У пошуках скарбів Полуботка», кілька оповідань.
У 1998 році одеське видавництво «Маяк» випустило у світ книжку прози Станіслава Щербатих під назвою «Нічия земля». Вона написана російською мовою, до неї ввійшли однойменний фантастичний роман і дев'ять оповідань.

## Вшанування
Пам'яті барда присвячуються вечори пам'яті.
- 24 лютого 2008 року в Українському домі відбувся вечір, присвячений 60-річчю з дня народження Станіслава Щербатих.[4] На концерті показали фрагменти майбутнього[коли?] телефільму про виконавця, над яким працював Анатолій Кислій.
- В Івано-Франківську відбувся вечір авторської пісні, присвячений пам'яті Станіслава Щербатих[5]
- 28 січня 2009 року в програмі «Вечорів співаного слова» був вечір пам'яті Тризубого Стаса.[6]
- 25 червня 2009 року в Івано-Франківській обласній філармонії відбувся вечір-спогад гумористичної авторської пісні та співаної поезії «На Вишеньках у Стаса». У концерті брали участь українські барди з Києва, Львова, Івано-Франківська: Сергій Мороз, Наталка Бечель, Ігор Жук, Наталка Криничанка, Лілія Кобільник, Зоя Слободян, Левко Бондар, Леся Соболевська, Петро Федорів, Ігор Гриник, був присутнім Богдан Бенюк.
- 15 лютого 2012 року в Київському міському будинку вчителя пісні Тризубого Стаса виконував дует «Простір музики» у складі Сергія Мороза та Ігоря Якубовського.[7][8]
- 24 лютого 2012 року в Івано-Франківську відбулася екскурсія місцями барда.[9]

За сприяння друзів родини Щербатих у косівському видавництві «Писаний камінь» побачила світ книжка «Тепер я в пісні. Я живий», в якій зібрані тексти пісень Тризубого Стаса, його спогади, відгуки і статті про митця.
За словами Тараса Лялика, до 65-річчя барда планувалося перейменування вулиці Каховської в Івано-Франківську та звернення до «Укрпошти» щодо видання конверту із зображенням Стаса.
Дружина Станіслава Марія присвятила його пам'яті поетичну збірку «Під музику печалі».

## Альбоми
Оригінальні альбоми (випуск заводу «Євростар» на касетах)
- «Щури» (1994 р. — «Гарба», 1999 р. — ремікс «Євростар»)
- «Іспанія, Іспанія…» (1995 р. — «Гарба»); «Oh, Spain, Spain» — ремікс «Євростар»
- «Пісні про кохання» (1998)
- «Пісні про любов» (1998) (або ж «Концерт 1997 року», 2 касети)
- «Мене звуть Тризубий Стас» (1997— фірма «Саме так!», 1999 р. — ремікс).
- «Як ми живемо» (1999 р.)

Перевидання на CD (2004 р. «UkrMusic»)
- «Я повертаюся vol.I»
- «Я повертаюся vol.II»
- «Я повертаюся vol.III»
- «Я повертаюся vol.IV»